# Miloš Buchta
Miloš Buchta (Svitavy, 19 luglio 1980) è un ex calciatore ceco, di ruolo portiere.